# Сомбор на длану: стручна монографија
Сомбор на длану : стручна монографија је књига о Сомбору групе аутора Лазара Лазића, Милана Степановића, Јована Ромелића, Саше Коцошев, Јасне Јованов, Владимира Стојановића, Драгослава Павића и Кристине Кошић, објављена 2006. године у издању Природно-математичког факултета, Департмана за географију, туризам и хотелијерство из Новог Сада. 

## О књизи
Сомбор на длану : стручна монографија је издање у едицији "Војводина - култура, туризам и одрживи развој" Департмана за географију, туризам и хотелијерство ПМФ-а из Новог Сада, које је поред ове објавио у истој едицији још и Војводина - научно-популарна монографија, Културна добра у туристичкој понуди Војводине, Заштићена природна добра и екотуризма Војводине и Нови Сад на длану.
Књига има карактер стручне монографије која о Сомбору даје, поред општих, и информације које истичу специфичности и атрактивности града. Књига је намењена широј читалачкој публици, како онима који први пут упознају овај град, тако и онима који га добро познају. На једном месту се налази свеобухватни подсетник са аспекта географске средине, историје, познатих личности, значајних објеката и појава које су се вековима стварале у Сомбору.
Књигу чини девет поглавља које потписују различити аутори: 
- Географски положај - Лазар Лазић
- Природне одлике - Лазар Лазић, Драгослав Павић и Владимир Стојановић
- Историја и развој - Милан Степановић
- Становништво - Саша Кицошев
- Старо градско језгро - Милан Степановић

Ово поглавље доноси текстове: Пашина кула, Црква Светог великомученика Георгија, Градска кућа, Црква Светог тројства, Фрањевачки самостан, Капела Светог Ивана Непомука, Крушперова кућа, Грашалковићева палата, Црква Светог Јована Претече, Жупанија, Турнеробва кућа, Хотел, Градски музеј, Кућа Паланачких,Сомборска штедионица, Позориште, Српска читаоница, Мађарска читаоница, Гимназија, Артерски бунар, Препарандија, Црква Светог Стјепана краља и Кармелићански манастир, Кронић-палата
- Шкоство - Милан Степановић
- Сомбор и његови уметници -Јасна Јованов
- Туризам - Кристина Кошић